# Pim Doesburg
Willem «Pim» Doesburg (pronunciación en neerlandés: /ˈʋɪləm ˈpɪm ˈduzbɵrx/; Róterdam, Países Bajos, 28 de octubre de 1943-Berkel, Países Bajos, 18 de noviembre de 2020) fue un jugador y entrenador de fútbol neerlandés. En su etapa como jugador profesional se desempeñaba como guardameta. 
Con 687 partidos disputados, posee el récord de presencias en la Eredivisie.

## Biografía
Debutó como futbolista profesional en el Sparta Rotterdam en agosto de 1962 contra el Blauw-Wit, y jugó 471 partidos de Eredivisie en sus dos etapas en el club, ganando la Copa de los Países Bajos en 1966. También jugó 216 partidos de liga para el PSV Eindhoven, ganando el título neerlandés en dos ocasiones (1986 y 1987).
Tras terminar su carrera como futbolista, se convirtió en entrenador de porteros, trabajando para el Sparta Rotterdam, PEC Zwolle, Feyenoord y la selección neerlandesa, además de haber sido por un breve período el entrenador principal del club amateur Neptunus.
Durante su carrera activa, Doesburg abrió una serie de tiendas de deportes que funcionan como una empresa familiar. En 2020, después de cincuenta años, Sporthuis Doesburg cayó en quiebra.
En sus últimos años de vida, sufrió varios problemas de salud: tuvo un paro cardíaco, la enfermedad de Parkinson y COVID-19. Murió el 18 de noviembre de 2020, a la edad de 77 años.

## Selección nacional
Fue internacional con la selección de los Países Bajos en 8 ocasiones. Hizo su debut en abril de 1967, en un amistoso contra Bélgica. Formó parte de la selección subcampeona de la Copa del Mundo de 1978, pese a no haber jugado ningún partido durante el torneo.

### Participaciones en Copas del Mundo
| Mundial                        | Sede      | Resultado  | Partidos | Goles |
| ------------------------------ | --------- | ---------- | -------- | ----- |
| Copa Mundial de Fútbol de 1978 | Argentina | Subcampeón | 0        | 0     |

### Participaciones en Eurocopas
| Copa          | Sede   | Resultado      | Partidos | Goles |
| ------------- | ------ | -------------- | -------- | ----- |
| Eurocopa 1980 | Italia | Fase de grupos | 1        | 0     |

## Equipos

### Como jugador
| Equipo           | País         | Año       |
| ---------------- | ------------ | --------- |
| Sparta Rotterdam | Países Bajos | 1962-1967 |
| PSV Eindhoven    | Países Bajos | 1967-1970 |
| Sparta Rotterdam | Países Bajos | 1970-1980 |
| PSV Eindhoven    | Países Bajos | 1980-1987 |

### Como entrenador
| Equipo                                       | País         | Año       |
| -------------------------------------------- | ------------ | --------- |
| Sparta Rotterdam (entrenador de porteros)    | Países Bajos | 1987-1988 |
| PEC Zwolle (entrenador de porteros)          | Países Bajos | 1988-1989 |
| Neptunus-Schiebroek                          | Países Bajos | 1989      |
| Feyenoord Rotterdam (entrenador de porteros) | Países Bajos | 1989-2007 |
| Selección nacional (entrenador de porteros)  | Países Bajos | 1990-2000 |

## Palmarés

### Como jugador

#### Campeonatos nacionales
| Título                   | Equipo           | País         | Año  |
| ------------------------ | ---------------- | ------------ | ---- |
| Copa de los Países Bajos | Sparta Rotterdam | Países Bajos | 1966 |
| Eredivisie               | PSV Eindhoven    | Países Bajos | 1986 |
| Eredivisie               | PSV Eindhoven    | Países Bajos | 1987 |

### Como entrenador de porteros

#### Campeonatos nacionales
| Título                        | Equipo              | País         | Año  |
| ----------------------------- | ------------------- | ------------ | ---- |
| Copa de los Países Bajos      | Feyenoord Rotterdam | Países Bajos | 1991 |
| Supercopa de los Países Bajos | Feyenoord Rotterdam | Países Bajos | 1991 |
| Copa de los Países Bajos      | Feyenoord Rotterdam | Países Bajos | 1992 |
| Eredivisie                    | Feyenoord Rotterdam | Países Bajos | 1993 |
| Copa de los Países Bajos      | Feyenoord Rotterdam | Países Bajos | 1994 |
| Copa de los Países Bajos      | Feyenoord Rotterdam | Países Bajos | 1995 |
| Eredivisie                    | Feyenoord Rotterdam | Países Bajos | 1999 |
| Supercopa de los Países Bajos | Feyenoord Rotterdam | Países Bajos | 1999 |

#### Copas internacionales
| Título          | Equipo              | Sede                    | Año  |
| --------------- | ------------------- | ----------------------- | ---- |
| Copa de la UEFA | Feyenoord Rotterdam | Róterdam (Países Bajos) | 2002 |